# Bill Goldberg
William Scott «Bill» Goldberg (Tulsa, Oklahoma, 27 de diciembre de 1966) es un exluchador profesional, actor, exjugador de fútbol americano y ex-comentarista de artes marciales mixtas estadounidense. Donde trabajó en las empresas y conocido por su paso en la World Championship Wrestling (WCW) y WWE.
Sus figuras más populares de la lucha libre profesional a finales de los años 1990 a principios de los 2000, Goldberg saltó a la fama en la WCW con una larga de racha invicta en competencias individuales de 1997 a 1998, donde fue dado como oficial de 173-1, se convirtió en el luchador de la WCW como el mejor pagado y dirigió la compañía como su jugador franquicia y hasta que fue vendido por WWE. Durante su tiempo en WCW, se convirtió dos veces como el Campeón Mundial Pesado de WCW, una vez Campeón Mundial Peso Pesado de la WWE y dos veces Campeón Universal de la WWE y un reinado como Campeón Mundial por Parejas de la WCW junto a Bret Hart. El resultado oficial fue dado como 173-1.
Tras su cierre en la WCW en 2001, Goldberg luchó esta vez en All Japan Pro Wrestling entre 2002 a 2003, para luego trasladarse a la WWE entre 2003 a 2004, convirtiéndose en una vez como el Campeón Mundial de Peso Pesado. Después de hace 12 años, regresó a la WWE en 2016, ganando el Campeonato Universal WWE por primera vez en 2017 a 2020. Ha encabezado varios eventos de pago por evento de la WCW y la WWE. Goldberg fue añadido al Salón de la Fama de la WWE de 2018.
Antes de convertirse en un luchador profesional, Goldberg fue un jugador de fútbol americano profesional. Tras su primer retiro de la WWE en 2004, comenzó a trabajar como comentarista para artes marciales mixtas en la promoción de Elite Xtreme Combat. Presentó 26 episodios de Garaje Mahal en el Magnolia Network de 2009 a 2011, también actuó en diversas películas y programas de televisión, entre ellos Soldado Universal: El Regreso y NCIS: Los Angeles.

## Primeros años
William Scott Goldberg nació en una familia judía reformista en Tulsa (Oklahoma) un 27 de diciembre de 1966, hijo de la violinista clásica Ethel y el obstetra-ginecólogo Jed Goldberg.Es de ascendencia judía rusa y judía rumana. Cuando su padre se graduó tanto en la Universidad de Harvard como su vez en la Universidad Johns Hopkins. Posteriormente, sus padres se divorciaron y su padre murió a finales de 2006. Su madre cultiva flores y creó una orquídea híbrida premiada en el año 2000, a la que puso el nombre de Goldberg.Bill tiene dos hermanos llamados, Michael y Steve. Uno de sus hermanos era Michael que se convirtió en propietario de un Club de música en Aspen, Colorado.
Goldberg celebró en un Bar Mitzvah en una reforma sinagoga, Templo Israel en su ciudad natal. Asistió a la escuela secundaria Tulsa Edison.Adquirió el amor por el fútbol a temprana edad y debido a su gran estatura, comenzó a trabajar como portero de un club nocturno a la edad de 16 años.
Goldberg celebró su Bar Mitzvah en una sinagoga reformista, Temple Israel, en su ciudad natal. Asistió a la escuela secundaria Tulsa Edison. Adquirió el amor por el fútbol a temprana edad y, debido a su gran estatura, comenzó a trabajar como portero de un club nocturno a la edad de 16 años.

## Carrera como jugador de fútbol americano
Goldberg obtuvo una beca para asistir en la Universidad de Georgia y comenzar a jugar fútbol americano para el Bulldogs de Georgia como un tackle defensivo, donde fue seleccionado en el All-American y ALL-SEC en la posición de nose guard. Fue seleccionado también en Los Angeles Rams en el draft de 1990 con la selección general de 301, pero no apareció poco después en los juegos Rams. Hizo su debut en la NFL el 3 de diciembre de 1992 con los Atlanta Falcons usando con el número 71 y jugó con ellos hasta 1994. Se hizo cercano con su amigo Daion Sanders durante ese tiempo. Goldberg tuvo esa temporada con el equipo Sacramento Surge de la World League of American Football, ganando su campeonato con ese equipo en ese mismo año. Goldberg hizo su regresó en la NFL y ha jugado con los Atlanta Falcons en 1992 a 1995. En 1995, fue seleccionado por el nuevo equipo de expansión de Carolina Panthers, finalmente no jugó con su equipo, ya que fue cortado como el primer jugador en los Panthers.
Sin embargo, la carrera de Goldberg en la NFL, terminó por completo cuando tuvo una lesión en su abdomen. Explicó que esperaba para regresar en la liga después de su rehabilitación, pero estaba considerado de estar en activo importante debido a su falta de éxito. La NFL fue una experiencia emocional para el, porque no le alcanzó ese nivel de éxito en el campo que el deseaba, a pesar de haber alcanzado de un objetivo simplemente quería regresar para jugar en la liga.

## Carrera como luchador profesional

### World Championship Wrestling (1996-2001)

#### Entrenamiento y matches (1997)
Goldberg durante su recuperación en la NFL, comenzó a levantar pesas y entrenar artes marciales mixtas cuando fue descubierto por Lex Luger y Sting, convencieron a probar la lucha libre profesional. Ya que no era fanático de lucha libre profesional, si no que al verlo como una alternativa a su incipiente carrera futbolística, fue donde empezó a entrenar en la WCW Power Plant, donde fue entrenado por Dwayne Bruce.
Hizo cinco apariciones, bajo el nombre de Bill Gold, derrotando a Buddy Landell durante esta parte de su carrera. Su primer combate de lucha oficial fue en la WCW Monday Nitro el 23 de junio de 1997 en Macon, Georgia, derrotando a Dwayne Bruce. También ha derrotado a Buddy Landell, Hugh Morrus, Chip Minton y John Betcha. Su última aparición pretelevisada en el dark match en el Saturday Night, grabado el 24 de julio de 1997 al perder contra Chad Fortune.

#### Racha Invicta (1998)

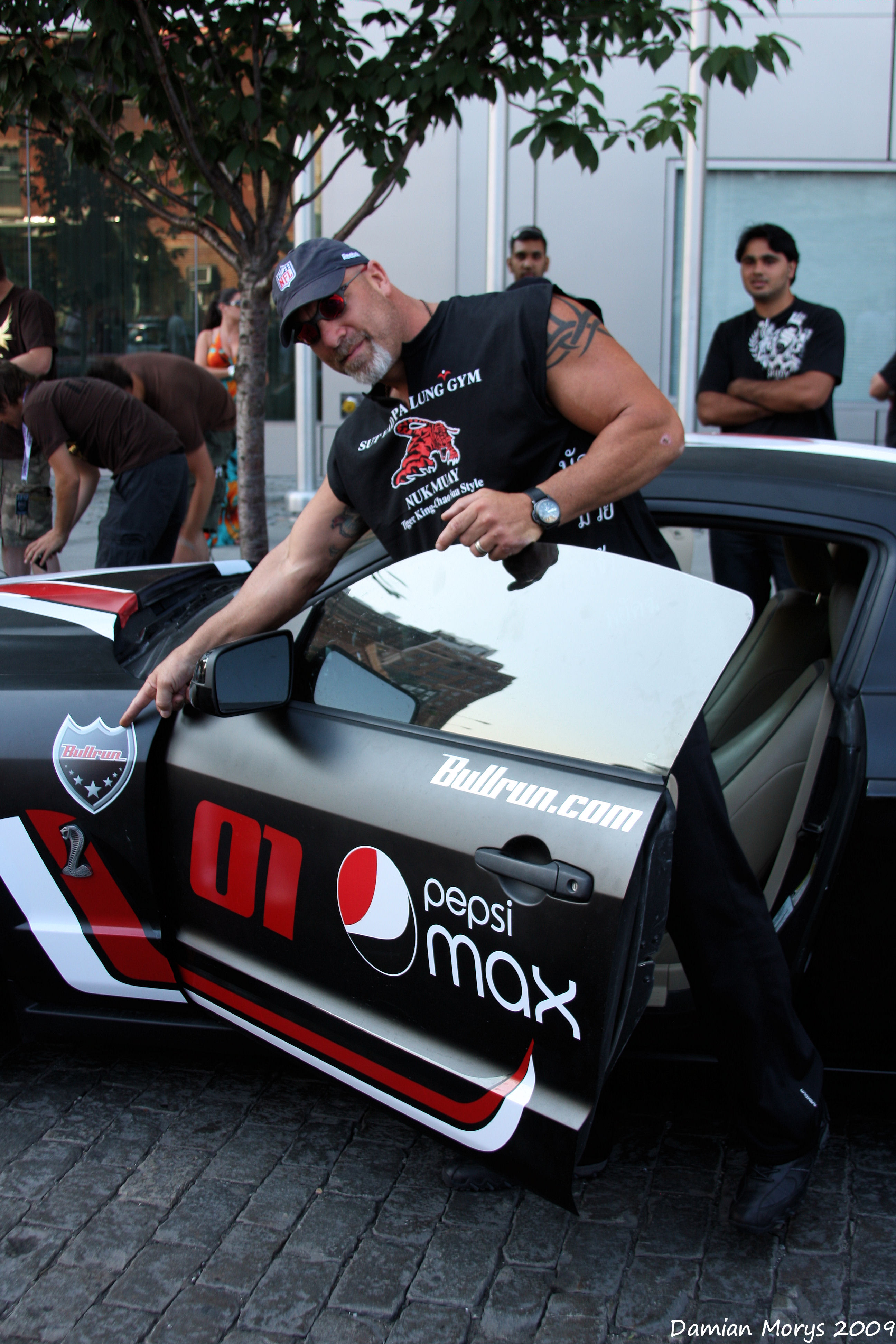
Goldberg en el 2009.

Hizo su primera aparición en la televisión de la WCW el 22 de septiembre de 1997 episodio de WCW Nitro, derrotando a Hugh Morrus bajo el nombre de Bill Goldberg, pero poco después fue acortado a Goldberg. Tras esto, se mantuvo invicto en los combates televisivos, derrotando en World War 3 a Steve McMichael, con quien empezó un feudo, derrotándole en Starrcade. En SuperBrawl VIII derrotó a Brad Amstrong y en Spring Stampede a Perry Saturn. Pero el 20 de abril de 1998, en Nitro, ganó su primer campeonato al derrotar a Scott Levy, ganando el Campeonato de los Estados
Unidos de la WCW, reteniéndolo en Slamboree ante Saturn y en The Great American Bash ante Konnan. Además, el 6 de julio de 1998 en Nitro derrotó a Hollywood Hogan, ganando el Campeonato Mundial Peso Pesado de la WCW, pero tuvo que dejar vacante el estadounidense. Tras esto, lo retuvo con éxito en Bash at the Beach ante Curt Hennig, en Road Wild en una Battle Royal de 9 personas, y en Halloween Havoc ante Diamond Dallas Page, pero lo perdió ante Kevin Nash en Starrcade a causa de una interferencia de Scott Hall. Junto a esto perdió su racha de victorias, acumulando 173 victorias consecutivas.
Persecuciones de campeonato y peleas finales (1999–2001)
Empezó un feudo con Hall, al que derrotó en Souled Out en un Ladder/Stun Gun match. Tras esto, tuvo una segunda racha de victorias, derrotando en SuperBrawl IX a Bam Bam Bigelow, en Spring Stampede a Nash, en Slamboree a Sting y en Road Wild a Rick Steiner. En Halloween Havoc derrotó a Sid Vicious, ganando por segunda vez el Campeonato de los Estados Unidos de la WCW, pero lo perdió el día siguiente contra el Campeón Mundial Peso Pesado de la WCW Bret Hart, con quien empezó un feudo, durante el cual derrotaron a Creative Control el 22 de noviembre de 1999 ganando el Campeonato Mundial en Parejas de la WCW, pero lo perdieron el 13 de diciembre ante Kevin Nash y Scott Hall. Goldberg y Hart se enfrentaron entre sí por el título de Hart en Starrcade, pero la lucha acabó sin resultado después de que Goldberg le diera una patada en la cabeza que le causó una contusión legítima, lo que causó el retiro de Hart de la lucha libre profesional. En Mayhem derrotó a Vicious en un "I Quit" match. A finales de ese año, Goldberg sufrió una lesión legítima durante un segmento de WCW Thunder en donde con su mano derecha rompió la ventana de una limosina causándole un severo corte en una arteria que lo dejó inactivo cinco meses y donde casi pierde su antebrazo producto de aquel corte.

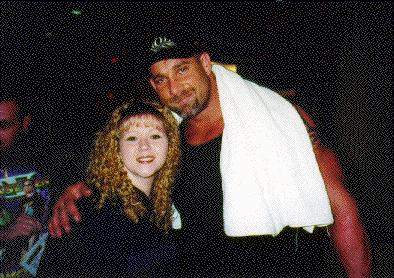
Goldberg en la WCW junto a una fanática.

Regresó el 29 de mayo en Nitro, interfiriendo en una lucha entre Kevin Nash y Tank Abbot & Scott Steiner. En The Great American Bash interfirió en un combate por el Campeonato Mundial Peso Pesado de la WCW entre el campeón Jeff Jarrett y Nash, atacando a Nash y cambiando a heel. Durante las siguientes semanas derrotó a Scott Hall por el control del contrato de Hall, a Rick Steiner y a Kronik (Brian Adams & Bryan Clark). Tras esto tuvo un feudo con Lex Luger, a quien derrotó en Mayhem y en Starrcade, pero tras la lucha, Buff Bagwell le atacó, empezando Goldberg un feudo con Luger y Bagwell, quienes se llamaron Totally Buff, enfrentándose en Sin junto a su entrenador de la Power Plant Dwayne Bruce, perdiendo Goldberg y Bruce después de que un fan les atacara. Esta historia fue creada para que Goldberg se sometiera a cirugía en su hombro, pero la WCW fue comprada por la World Wrestling Federation en marzo de 2001. La WWF no compró el contrato de Goldberg a la Time Warner, la matriz de la WCW, así que esperó a que su contrato finalizara para firmar en otras promociones.

### All Japan Pro Wrestling (2002-2003)
En 2002, el contrato de Goldberg finalizó y firmó con la All Japan Pro Wrestling (AJPW), haciendo su regreso al ring el 30 de agosto de 2002, derrotando a Satoshi Kojima en cuatro minutos y dos segundos y el 31 de agosto derrotó a Taiyo Kea. Tras esto, firmó un contrato con la AJPW, lo que no le impedía trabajar para otras compañías, derrotando a Rick Steiner el 17 de noviembre de 2002 en Yokohama en W-1 e hizo equipo con Keiji Mutoh para vencer a Kronik en Tokio.

### World Wrestling Entertainment (2003-2004)

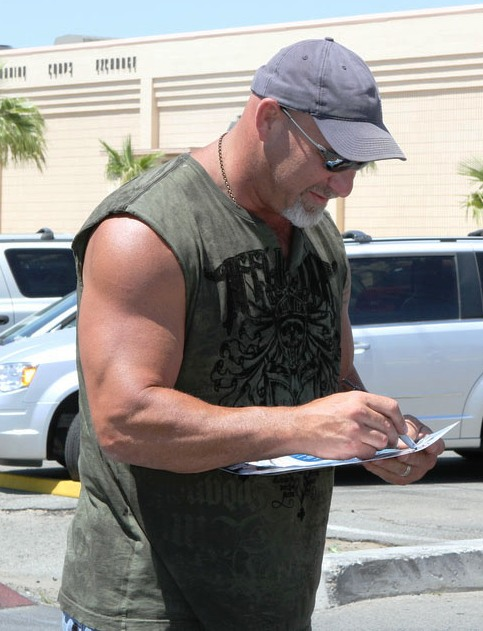
Goldberg firmando un autógrafo

Goldberg fue contratado por un año por la World Wrestling Entertainment (WWE) en marzo de 2003. Debutó en la WWE el 31 de marzo de 2003 en un episodio de RAW, la noche posterior a WrestleMania XIX e inmediatamente comenzó un feudo con The Rock al aplicarle una Spear. Su feudo con The Rock terminó en Backlash, ganando Goldberg la lucha. Durante el siguiente medio año tuvo otra racha de victorias, derrotando a gente como Three Minute Warning, a Christian en una Steel Cage Match o Chris Jericho, con el que tuvo un feudo que terminó en Bad Blood con victoria para Goldberg.
Tras esto, empezó un feudo con el Campeón Mundial Peso Pesado Triple H, enfrentándose a su equipo Evolution. Finalmente, tuvo su oportunidad por el campeonato en SummerSlam en la segunda Elimination Chamber de la historia. En la lucha se enfrentó a Shawn Michaels, Randy Orton, Kevin Nash, Chris Jericho y Triple H, eliminando a Michaels, Jericho y Orton, pero fue eliminado por Triple H después de que le golpeara con un mazo. Sin embargo, tuvo otra oportunidad en Unforgiven, donde Goldberg derrotó a Triple H y ganó el campeonato. Durante su reinado retuvo el título ante Chris jericho en un episodio de Raw, ante Triple H en Survivor Series, y luego ante Shawn Michaels en un Raw, pero lo perdió en Armageddon ante Triple H en una lucha donde también participó Kane.
Luego tuvo una serie de enfrentamientos verbales con Brock Lesnar, empezando un feudo con él cuando, en Royal Rumble, al salir en número 30, fue atacado por él y eliminado por Kurt Angle. Como venganza, Goldberg interfirió en la lucha por el Campeonato de la WWE de Lesnar en No Way Out entre Lesnar y Eddie Guerrero, dándole a Guerrero la victoria. Lesnar y Goldberg se enfrentaron en WrestleMania XX en la que Stone Cold fue el árbitro especial, ganando Goldberg la lucha. Tras esto, la WWE le ofreció un nuevo contrato, pero Goldberg se negó a firmar otro por su malestar con la empresa.

### WWE (2016-2025)
El 31 de mayo de 2016 en Raw, Goldberg fue anunciado como jugador de pre-orden para el videojuego WWE 2K17. El 3 de octubre en SportsCenter, Goldberg anunció que un regreso a la WWE no estaba fuera de planes.
Esto llevó a que, el 10 de octubre en Raw, Paul Heyman desafiara a Goldberg para hacer frente a Brock Lesnar. El 17 de octubre en Raw, Goldberg hizo su regreso a la WWE después de 12 años, aceptando el desafío de Heyman. Posteriormente, Lesnar aceptó el reto de Goldberg para una lucha la cual, quedó pactada para Survivor Series. El 31 de octubre en Raw, Goldberg reapareció advirtiendo a Lesnar sobre su lucha pactada, pero Heyman salió para burlarse de él y también Rusev sólo para agredirlo pero Goldberg respondió aplicándole un Jackhammer a Rusev, e inmediatamente le aplicó un Spear a Heyman. El 14 de noviembre en Raw, tuvo un duro careo con Lesnar en donde atacó a todo el personal de seguridad a fin de confrontar a Lesnar, pero este no hizo nada y salió del ring.
En Survivor Series, derrotó a Brock Lesnar en tiempo récord (01:26). Tras la lucha, celebró junto a su hijo. Al día siguiente en Raw, anunció que iría por una oportunidad titular y que participará en Royal Rumble en el Royal Rumble Match. Más tarde, se confirmó que Goldberg firmó un contrato con WWE para la marca Raw.
En enero de 2017 en Royal Rumble, entró como el #28 eliminando a Brock Lesnar, Luke Harper y a Rusev pero luego fue eliminado por The Undertaker. El 30 de enero en Raw, fue retado por Brock Lesnar a una última lucha en WrestleMania 33. El 6 de febrero en Raw, reapareció para aceptar el reto de Lesnar y además, desafió a Kevin Owens a una lucha en Fastlane por el Campeonato Universal de la WWE, lucha que fue aceptada por Chris Jericho a nombre de Owens. En Fastlane, derrotó a Kevin Owens en tiempo récord con ayuda de Chris Jericho, ganando así el Campeonato Universal de la WWE. debido a su lucha pactada con Lesnar, su lucha en WrestleMania cambió a ser por dicho título. Tras las siguientes semanas, tuvo fuertes careos con Lesnar. En WrestleMania 33, fue derrotado por Lesnar, perdiendo el título. El 3 de abril en Raw, Goldberg apareció tras finalizar las grabaciones sólo para agradecer al público por apoyarlo en su regreso a WWE y no descartando otra vuelta en el futuro.

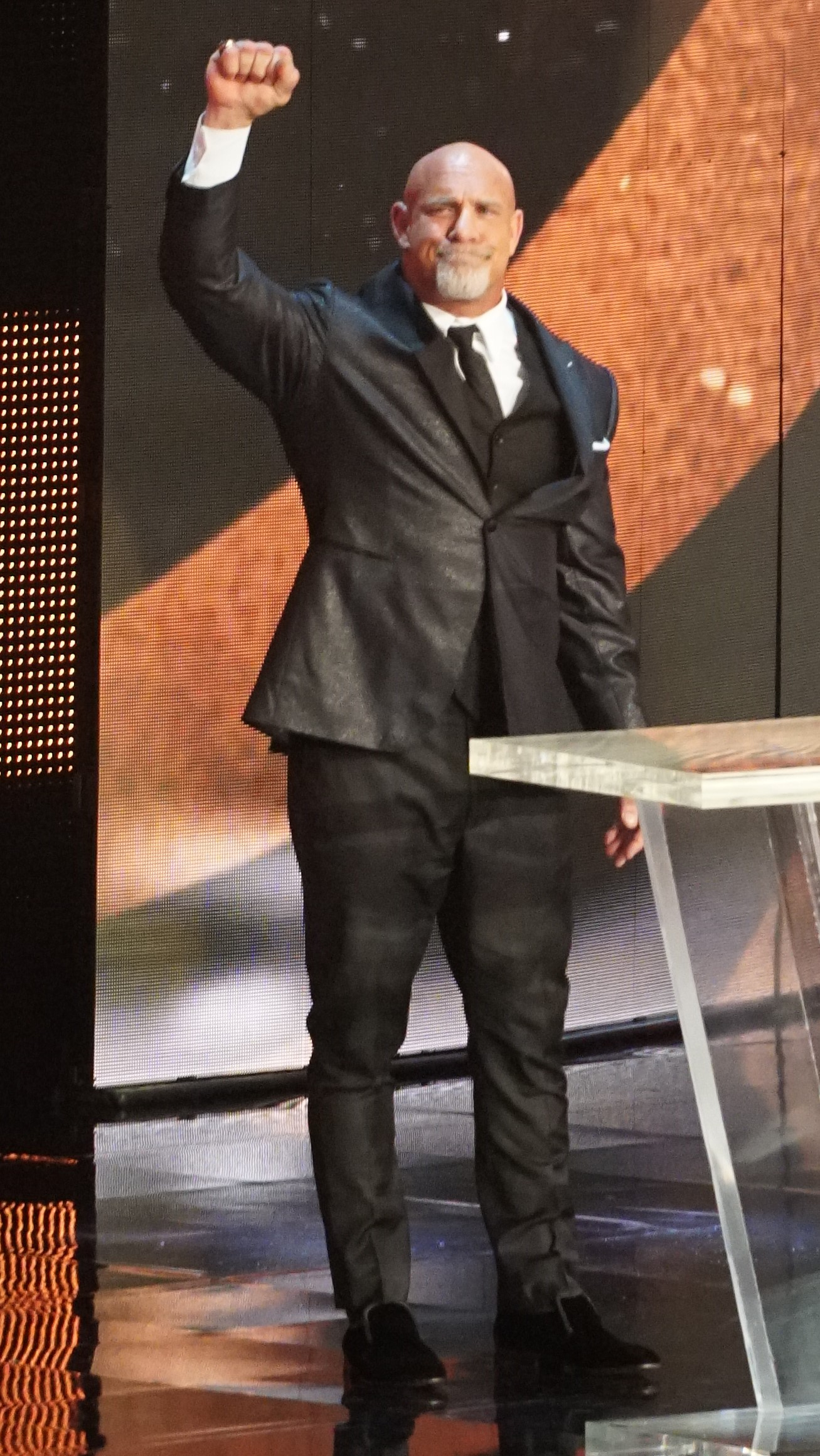
Goldberg como miembro del Salón de la Fama de la WWE en 2018.

El 15 de enero de 2018, WWE anunció que Goldberg sería el primer inducido al WWE Hall of Fame 2018. el 6 de abril del mismo año, fue inducido por Paul Heyman.
El 1 de mayo de 2019 se anunció que Goldberg regresaría al ring en el próximo show de la WWE en Arabia Saudita. El 13 de mayo, la WWE anunció que su oponente será The Undertaker en el evento Super Show-Down. El 4 de junio en SmackDown, Goldberg apareció por primera vez en SmackDown Live en donde tuvo un careo con Undertaker, promoviendo el combate en el evento citado. En Super Show-Down, fue derrotado por Undertaker en una lucha bastante controversial donde salió lesionado.
El 5 de agosto de 2019, hizo su regreso anunciándose como oponente de Dolph Ziggler en SummerSlam. En dicho evento, derrotó a Ziggler en tiempo récord.
El 7 de febrero de 2020 en SmackDown, hizo su regreso retando a Bray Wyatt a un combate por el Campeonato Universal de WWE, siendo aceptado por él mismo en Super Show-Down. En Super Show-Down, venció a "The Fiend" Bray Wyatt, ganando el Campeonato Universal por segunda vez. Marcando la primera derrota de Wyatt con su alter ego "The Fiend". Más tarde en SmackDown apareció como Campeón Universal con un reto abierto para su oponente en WrestleMania 36 siendo Roman Reigns el que apareció respondiendo al reto. Debidos a problemas de salud por parte de Reigns tuvo que ser sustituido por Braun Strowman como oponente para WrestleMania 36. El 4 de abril en WrestleMania 36 fue derrotado ante Strowman perdiendo el Campeonato Universal.
El 4 de enero de 2021 apareció al final del episodio especial Raw Legends para retar al Campeón de WWE Drew McIntyre en una lucha por el campeonato en Royal Rumble, en la que si gana se convertirá en el campeón de WWE más viejo de la historia.
El 23 de enero WWE confirmó que Goldberg aparecería en Wrestlemania 37. Finalmente, no apareció. Su regreso a la empresa se dio el 17 de julio en Monday Night Raw donde interrumpió a Bobby Lashley, a quien desafió a un combate. En el Raw del 2 de agosto se confirmó que Goldberg enfrentaría al campeón mundial de WWE en SummerSlam, el sábado 21 de agosto. En el consiguiente combate, Goldberg se lesionó y eso provocó que el combate fuera detenido, reteniendo Lashley por defecto. Tras estar semanas desaparecido, Goldberg comenzó a aparecer en segmentos desde el RAW del 27 de septiembre y clamando venganza contra Lashley (aunque esta vez la rivalidad era sin título, pues Lashley lo había perdido). Ambos terminaron luchando en un combate No Holds Barred match en Crown Jewel 2021, el cual se celebró el 21 de octubre. En dicho encuentro se impuso Goldberg.
En el episodio del 4 de febrero de 2022 de SmackDown, Goldberg hizo su regreso para desafiar aun combate a Roman Reigns por el Campeonato Universal de WWE  en Elimination Chamber. El 21 de febrero en el evento, Reigns lo derrotó por sumisión técnica.
Dos días después, el contrato de Goldberg con la WWE expiró y se convirtió en agente libre.
El 5 de octubre de 2024, en Bad Blood, Goldberg y Gage estaban entre el público. Cuando Gunther salió e insultó a él y a Gage, Goldberg intentó atacarlo, pero los guardias de seguridad lo detuvieron.
Durante el podcast en SEC Network, Goldberg anunció que regresará a la WWE para su combate de retiro programado para el próximo año.
El 16 de junio de 2025 Goldberg hizo su regreso a WWE y reto a un combate por el Campeonato Mundial de Peso Completo a Gunther en Saturday Night's Main Event, donde perdió en su última lucha de retiro ante la presencia de su hijo ante el campeón reinante Gunther, finalizando con ello 28 años de carrera.

## Carrera como actor
Goldberg fue el primer invitado en la "Clínica del Dolor"", un programa de radio sobre lucha libre profesional, en Rochester, Nueva York, que comenzó el 14 de noviembre de 1998. Hizo varias apariciones más en el programa, con su última aparición llevada a cabo el 19 de noviembre de 2005.
Goldberg comenzó a actuar mientras trabajaba para WCW en 1999. Hizo su aparición en "Soldado universal: El retorno" participando en la realización del video musical de Megadeth "Les aplasta", que fue incluido en la banda sonora. Él continuó utilizando esta canción en su entrada en combate en la lucha profesional.
En 2003, Goldberg apareció en Punk'd, con Ashton Kutcher instruyendo a un especialista para atropellar una réplica de la moto de Goldberg con un camión mientras él miraba. Sin embargo, la broma salió mal cuando el especialista perdió la moto.
En 2004, hizo su aparición en The Longest Yard, interpretando al recluso Battle.
En junio de 2005, Goldberg empezó grabar un programa de televisión en The History Channel llamado Automaniac. Él describe la serie como "un show de 30 minutos con 16 episodios, hablando acerca de la historia de los automóviles y motocicletas, y lo que es su histórica retrospectiva." La serie fue cancelada en agosto de 2005 después de 11 episodios.

## Vida personal
Goldberg se ha destacado por ser abierto sobre su origen judío, lo cual era poco común en el mundo de la lucha libre profesional, especialmente durante su mejor momento, negándose incluso a luchar en Yom Kipur. Celebra las festividades judías, pero ha minimizado los aspectos religiosos de su origen. 
El 10 de abril de 2005, Goldberg se casó con Wanda Ferraton, una doble de acción que había conocido mientras filmaba "The Longest Yard". Él y Wanda tienen un hijo, Gage A.J. Goldberg, que nació el 10 de mayo de 2006.
Goldberg era dueño de uno de los gimnasios de MMA más grandes del mundo a principios de los 90, donde entrenaba con gente como Mark Coleman, Randy Couture, Kevin Randleman y Don Frye, entre otros, pero después de darse cuenta de cuánto dinero ganaba un peleador de MMA en ese entonces, eligió seguir una carrera profesional de lucha libre. Todavía practica activamente Muay Thai y tiene el rango de cinturón negro en jiu-jitsu.
Es un abogado de los derechos animales y un conferencista de ASPCA, y ha advertido al Congreso de los Estados Unidos para hacer conciencia del mal provocado por las peleas de animales. Participó regularmente en el ahora desaparecido Jimmy V Golf Classic, un torneo de golf cuyas ganancias se destinan a la investigación del cáncer, y, a menudo, visita a niños en hospitales que están recibiendo tratamiento contra el cáncer.

## Campeonatos y logros
- World Championship Wrestling/WCW
  - WCW World Heavyweight Championship (1 vez)
  - WCW United States Heavyweight Championship (2 veces)
  - WCW World Tag Team Championship (1 vez) - con Bret Hart
  - Triple Crown Championship (Quinto)
- World Wrestling Entertainment/WWE
  - World Heavyweight Championship (1 vez)
  - WWE Universal Championship (2 veces)
  - Hall of Fame (2018)

- Pro Wrestling Illustrated
  - PWI Luchador más inspirador del año - 1998
  - PWI Debutante del año - 1998
  - PWI Retorno del año - 2016
  - Situado en el N°2 en los PWI 500 de 1998[22]
  - Situado en el N°9 en los PWI 500 de 1999[23]
  - Situado en el N°39 en los PWI 500 de 2003[24]
  - Situado en el N°48 en los PWI 500 de 2004[25]
  - Situado en el N°75 dentro de los mejores 500 luchadores de la historia - PWI Years, 2003.[26]

- Wrestling Observer Newsletter
  - WON Debutante del año - 1998

## Filmografía

### Películas
- The Jesse Ventura Story (1999) como "Luger"
- Soldado universal: El retorno (1999) como "Romeo"
- Ready to Rumble (2000)
- Looney Tunes: Back in Action (2003) como "Mr. Smith"
- El clan de los Rompehuesos o Golpe bajo en Sudamérica (The Longest Yard) (2005) como "Battle"
- Santa's Slay (2005) como "Santa Claus"
- El niño y yo (2005) como él mismo
- Half Past Dead 2 (2007)

### Apariciones en la televisión
- El barco del amor: la siguiente ola (1998) episodio "Capitanes valerosos" como "Lou "el paria" Maguire"
- Solo para hombres (2000) episodio "Especial de vacaciones II"
- Yes, Dear (2002) episodio "Caminar como un hombre" como "Tipo grande"
- Padre de familia (2002) episodio "Sugerencias del público" como "Pasajero del bus hambriento" (voz)
- Arliss (2002) en el episodio "In with the New"
- Kim Possible (2002) episodio "Pain King vs. Cleopatra" as "Pain King"
- Modern Marvels (2004) episodio "Private Collections" as himself
- Punk'd (2003)
- Desperate Housewives (2005) episodio "My Heart Belongs to Daddy" as "Inmate #2"
- Automaniac (2005) como él mismo (host)
- The Contender (2005) en el episodio "Who's Playing The Game?" como él mismo (no acreditado)
- Pros vs. Joes (2006) como él mismo
- Bullrun (2004,2005,2006,2007,2008) hosted
- Law & Order: Special Victims Unit (2007) Loophole
- The Flash (2014) (2018) episodios "The Elongated Knight Rises" y "Honey I Shrunk The Team Flash" como Dave / Big Sir
- NCIS: Los Ángeles (2018) en el episodio "One of Us" como Lance Hamilton

The Goldbergs-Entrenador Meller (hermano mayor)